# Denise van Essen
Denise van Essen (19 februari 2006) is een Nederlands voetbalster die uitkomt voor PEC Zwolle in de Vrouwen Eredivisie.

## Carrièrestatistieken
| Seizoen                   | Club            | Land            | Competitie         | Competitie | Competitie | Beker | Beker | Internationaal | Internationaal | Overig | Overig | Totaal | Totaal |
| Seizoen                   | Club            | Land            | Competitie         | Wed.       | Dlp.       | Wed.  | Dlp.  | Wed.           | Dlp.           | Wed.   | Dlp.   | Wed.   | Dlp.   |
| ------------------------- | --------------- | --------------- | ------------------ | ---------- | ---------- | ----- | ----- | -------------- | -------------- | ------ | ------ | ------ | ------ |
| 2024/25                   | PEC Zwolle      | Nederland       | Vrouwen Eredivisie | 1          | 0          | 0     | 0     | –              | –              | 0      | 0      | 1      | 0      |
| Carrière totaal           | Carrière totaal | Carrière totaal | Carrière totaal    | 1          | 0          | 0     | 0     | 0              | 0              | 0      | 0      | 1      | 0      |
| Bijgewerkt tot 4 mei 2025 |                 |                 |                    |            |            |       |       |                |                |        |        |        |        |